# Grand-bailliage de Backnang

Carte du Wurtemberg, 1927 - Le grand-bailliage de Backnang est situé en n°2

Le grand-bailliage de Backnang était une circonscription administrative du Royaume de Wurtemberg (sur la carte jointe n° 2), rebaptisée Kreis Backnang en 1934 et agrandi en 1938 par des parties des bailliages dissous de Marbach (de) et Gaildorf pour former le district de Backnang.
Pour des informations générales sur les Grands-bailliages du Wurtemberg, voir Grand-bailliage (Wurtemberg).

## Histoire
Dès le XIVe siècle, la ville de Backnang était le chef-lieu d'un bailliage wurtembergeois, d'où est issu l'office séculier, à partir de 1758, le bailliage de Backnang. La zone autour de Murrhardt faisait également partie du Vieux Wurtemberg, qui était administrée comme bureau du monastère depuis la fermeture du monastère bénédictin au XVIe siècle. La réforme administrative qui a commencé en 1806 a combiné ces deux bureaux et l'ancienne zone de Löwenstein autour de Sulzbach, qui est venue au Wurtemberg avec le traité de la confédération du Rhin, pour former le grand-bailliage de Backnang agrandi.
Les voisins du grand-bailliage, affecté au Cercle du Neckar de 1818 à 1924, étaient les Grand-bailliages de Gaildorf, Welzheim, Waiblingen (de), Marbach (de), Weinsberg (de) et Backnang.